# Вильсон, Уолтер Гордон
Уолтер Гордон Вильсон (англ. Walter Gordon Wilson; 1874—1957) — британский инженер-механик и военный (майор), соизобретатель танка (с Уильямом Триттоном), что было подтверждено Королевской комиссией по присуждению премий изобретателям (англ. Royal Commission on Awards to Inventors) в 1919 году.

## Биография
Родился 21 апреля 1874 года в Уолтер родился в городе Блэкрок, ирландского графства Дублин.
Поступил на военно-морскую службу, был гардемарином на учебном корабле HMS Britannia. С 1894 года учился в Королевском колледже Кембриджа, где изучал машиностроение. Сдав трайпос, был выпущен с дипломом бакалавра в 1897 году. Ещё будучи студентом колледжа, Уилсон выступал в качестве механика у Чарльза Роллса, сооснователя компании Rolls-Royce.
C 1898 года Вильсон сотрудничал с британским изобретателем и пионером авиации Перси Пильчером, а также с Адрианом Верни-Кейвизом из баронов Брей, занимавшимся разработкой авиационных двигателей. Они создали двухцилиндровый двигатель с воздушным охлаждением весом около 40 фунтов. Но в результате аварии во время демонстрационного полёта Пильчер погиб. Шокированный смертью друга, Вильсон прекратил заниматься авиацией, но сохранил концепцию созданного ими двигателя и использовал его впоследствии в автомобиле, который назвал Wilson-Pilcher.

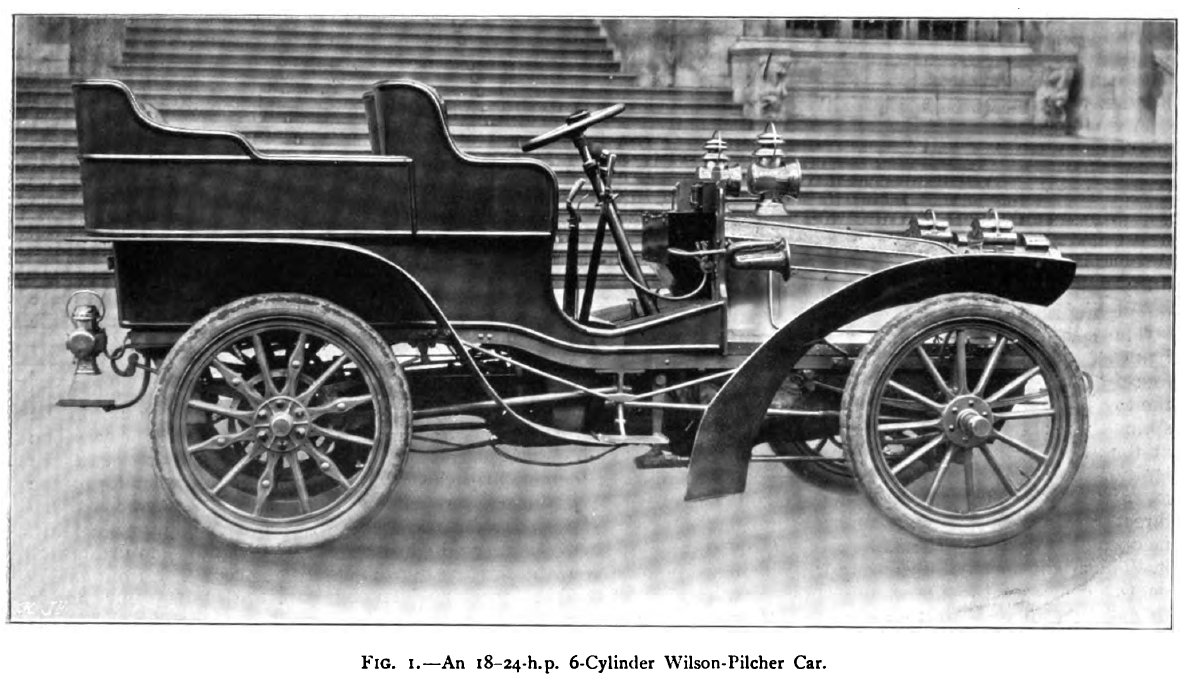
6-цилиндровый автомобиль Wilson-Pilcher, 1904 год

Первый автомобиль марки Wilson-Pilcher был выпущен в 1900 году. Он был примечателен тем, что использовал четырёх- и шестицилиндровые двигатели, и имел низкий центр тяжести, что придавало машине хорошую устойчивость. Охлаждение мотора было водяное. Коробка передач была четырёхскоростная, все шестерни были размещены в масляной закрытой ёмкости, что сделало трансмиссию достаточно малошумной. Автомобиль имел возможность заднего хода.
После своей женитьбы в 1904 году, Вильсон объединился с Уильямом Армстронгом, и они создали автомобильную фирму Armstrong Whitworth производившую автомобили Wilson-Pilcher. С 1908 по 1914 годы он работал в компании J & E Hall of Dartford, разработавшей грузовики «Hallford», которые широко использовались в английской армии во время Первой мировой войны.

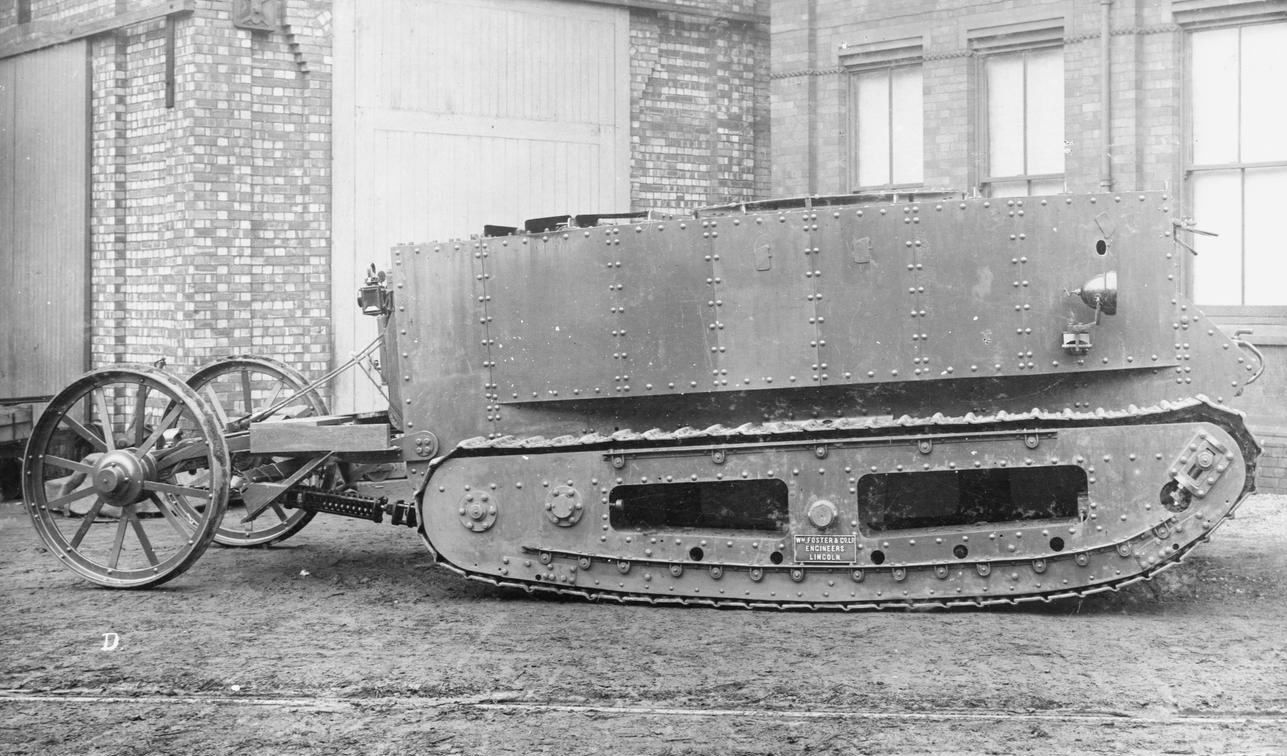
Little Willie, 1915 год

С началом Первой мировой войны Уолтер Вильсон служил в британском Военно-морском флоте — Королевской военно-морской воздушной службе (англ. Royal Naval Air Service), дислоцировавшейся во Франции. Когда в 1915 году Адмиралтейство начало исследование боевых бронированных машин в рамках Комитета по сухопутным кораблям, подразделение Вильсона попало в число экспериментальных. Офицер работал вместе с инженером компании по производству сельскохозяйственной техники — Уильямом Триттоном, в результате был разработан первый британский танк под названием «Little Willie». Затем в конструкцию машины были внесены изменения, она последовательно называлась «Centipede», «Big Willie» и «Mother», став прототипом первого боевого танка Mark I. Далее Вильсон занимался усовершенствованием танков, приведшим к созданию танка Mark V — на нём была установлена четырёхскоростная планетарная коробка передач, названная его именем, и специальный танковый двигатель «Рикардо». Этой машиной теперь управлял один человек, а не четыре. Танками Уолтер Вильсон занимался до 1940 года. Дослужился в британской армии до звания майора Machine Gun Corps, будущего Королевского танкового полка. Участия во Второй мировой войне не принимал.
Умер 1 июля 1957 года.
Был награждён орденом Святого Михаила и Святого Георгия в 1917 году.
Изобретённый Вильсоном преселектор, или самоизменяющаяся коробка передач, ещё долго использовались на автомобилях европейских производителей — Daimler, Lanchester, Talbot и других.